# Luftbildmessung
Die Luftbildmessung (auch Aerofotogrammetrie oder Luftbildphotogrammetrie) ist die wichtigste Methodengruppe der Photogrammetrie.
Die Vermessung von Objekten der Erdoberfläche erfolgt mittels Messbildern, die von zwei oder mehreren Kamera-Standpunkten in der Luft (Ballon, Bildflug) gemacht werden. Im Regelfall fliegt ein Messflugzeug das Gelände streifenförmig ab und die Messkamera wird derart automatisch ausgelöst, dass sich je zwei aufeinander folgende Bilder um etwa 60 % überdecken. Dieser Überdeckungsbereich kann dann bei jedem "Bildpaar" mittels  Stereophotogrammetrie ausgewertet werden.
Meist wird das Gelände in Form eines rechteckigen Bildblocks beflogen, was neben der oben genannten Längsüberdeckung auch eine ausreichende Querüberdeckung der einzelnen Flugstreifen von etwa 20–25 % erfordert. So wird das aufgenommene Gelände nach und nach mäanderförmig abgedeckt und kann bei der anschließenden Auswertung mittels terrestrisch eingemessener Passpunkte in das Koordinatensystem der Landesvermessung transformiert werden. Die Zahl der nötigen Passpunkte lässt sich reduzieren, indem der genaue Flugweg durch GPS oder Inertialnavigation aufgezeichnet und mit Bündelblockausgleichung versteift wird.
Als Alternative zu Bildblöcken kommen heute digitale Sensoren zur Anwendung, die das Gelände vergleichbar mit einem Flachbettscanner in Flugrichtung zeilenweise aufzeichnen (sogenannte Zeilensensoren). In diesem Fall ergibt sich ein einziger Bildstreifen pro Fluglinie. Die Stereowirkung wird dadurch erzielt, dass die Kamera gleichzeitig Streifen in mehrere Richtungen (typisch nach vorne, unten und hinten) aufzeichnet. So ist ebenfalls gewährleistet, dass jeder Bodenpunkt zwei- oder dreimal in den Bildern erscheint. 
Das Analogon der Luftbildmessung ist die Erdbildmessung, die heute meist als Terrestrische Photogrammetrie bezeichnet wird.